# Ковровый кожеед
Ковровый кожеед, или ковровый жук (лат. Attagenus unicolor) — вид жесткокрылых насекомых из подсемейства Dermestinae внутри семейства кожеедов (Dermestidae). Распространён в Европе, Азии, а также Канаде, США, Мексике и Австралии. Подвид A. u. japonicus распространён в Хабаровском и Приморском краях, в Амурской области, Японии, Корейском полуострове, северо-восточном Китае и Монголии.
В природных условиях встречается заселяя гнёзда птиц, живущих в дуплах деревьев.

## Описание
Тело жука овальное длиной 2,5—5,5 мм. Окрас равномерный от светло-коричневого до чёрного. Ковровый кожеед — довольно распространённый синантропный вид кожеедов. Живёт в том числе в домах, питаясь органическими остатками в домашней пыли.

## Хозяйственное значение
Является серьёзным вредителем кожи, меха и шерсти, а также изделий из них. Также может повреждать перья, шёлк, зерно, муку и другие растительные продукты. Вред наносят только личинки.